# محطة قطار أنسيغة
مَحطة أنسيغة هي محطة قطار جزائرية سابقة تقع في إقليم بلدية المغير، بولاية المغير، في شمال شرق الصحراء الجزائرية .

## موقع المحطة في السكك الحديدية
تقع المحطة على * خط من القراح إلى تقرت [الفرنسية]، حيث تسبقها محطة اسطيل وتتبعها محطة المغير .